# Lijst van voetbalinterlands Jordanië - Tadzjikistan
Deze lijst van voetbalinterlands is een overzicht van alle officiële voetbalwedstrijden tussen de nationale teams van Jordanië en Tadzjikistan. De landen speelden tot op heden zes keer tegen elkaar. De eerste ontmoeting, een kwalificatiewedstrijd voor het Wereldkampioenschap voetbal 2018, werd gespeeld in Doesjanbe. Het laatste duel, een kwartfinale van de Azië Cup 2023, vond plaats op 2 februari 2024 in Ar Rayyan (Qatar).

## Wedstrijden
| № | Plaats    | Datum            | Competitie           | Wedstrijd               | Uitslag |
| - | --------- | ---------------- | -------------------- | ----------------------- | ------- |
| 1 | Doesjanbe | 11 juni 2015     | WK 2018 kwalificatie | Tadzjikistan – Jordanië | 1 – 3   |
| 2 | Amman     | 13 oktober 2015  | WK 2018 kwalificatie | Jordanië – Tadzjikistan | 3 – 0   |
| 3 | Dubai     | 1 februari 2021  | Vriendschappelijk    | Jordanië − Tadzjikistan | 2 − 0   |
| 4 | Dubai     | 5 februari 2021  | Vriendschappelijk    | Jordanië − Tadzjikistan | 0 − 1   |
| 5 | Doesjanbe | 16 november 2023 | WK 2026 kwalificatie | Tadzjikistan − Jordanië | 1 − 1   |
| 6 | Ar Rayyan | 2 februari 2024  | Azië Cup 2023        | Tadzjikistan − Jordanië | 0 − 1   |

## Samenvatting
| Competitie        | Totaal gespeeld | Winst Jordanië | Gelijk | Winst Tadzjikistan | Doelsaldo Jordanië – Tadzjikistan |
| ----------------- | --------------- | -------------- | ------ | ------------------ | --------------------------------- |
| WK-kwalificatie   | 3               | 2              | 1      | 0                  | 7 − 2                             |
| Azië Cup          | 1               | 1              | 0      | 0                  | 1 − 0                             |
| Vriendschappelijk | 2               | 1              | 0      | 1                  | 2 − 1                             |
| Totaal            | 6               | 4              | 1      | 1                  | 10 − 3                            |

## Details

### Eerste ontmoeting
| WK 2018 kwalificatie (scheidsrechter Mohsen Torky, Doesjanbe, 11 juni 2015): |              | |
| Tadzjikistan | 1 – 3        | Jordanië |
| Manuchekhr Dzhalilov 66' | goals        | 28' Hasan Abdel Fattah 64' Hasan Abdel Fattah 88' Hasan Abdel Fattah |
| Moechsin Moechamadnjev | bondscoach   | Ray Wilkins |
| Alisher Tuychiev Erdazh Radzjabov 84' Davronjon Ergashev Sievush Asrorov Farkhod Vasiev Ibrahim Rabimov 38' Nuriddin Davronov Khurshed Makhmudov 73' Fatkhullo Fatkhuloev Manuchekhr Dzhalilov Dilšod Vasiev | opstellingen | Amer Shafia 90' Oday Zahran Ibrahim Al Zawareh Anas Bani Yaseen Mohammad Al Dmeiri Baha'a Abdul-Rahman Munther Abu Amarah Ahmed Saleh Samir 71' Abdallah Deeb Hasan Abdel Fattah 74' Hamza Al Dardour |
| Akhtam Khamroqulov 38' Farkhod Tokhirov 73' Dzhakhongir Dzhalilov 84' | wissels      | 71' Adnan Adous 74' Odai Al Saify 90' Yusuf Al-Rawashdeh |
| Nuriddin Davronov 78' Davronjon Ergashev 90' | gele kaarten | 80' Munther Abu Amarah 81' Oday Zahran |

JFA · A-internationals · Bondscoaches · Selecties · Jordaans vrouwenelftal · Olympisch elftal · Jordanië U20 · Jordanië U19 · Jordanië U18 · Jordanië U17
1953 – 1969 · 
1970 – 1979 · 
1980 – 1989 · 
1990 – 1999 · 
2000 – 2009 · 
2010 – 2019 ·
2020 − 2029
1953 · 
1954 · 1955 · 1956 · 
1957 · 
1958 · 1959 · 1960 · 1961 · 1962 · 
1963 · 
1964 · 
1965 · 
1966 · 
1967 · 1967 · 1969 · 1970 · 
1971 · 
1972 · 1973 · 
1974 · 
1975 · 
1976 · 
1977 · 1978 · 1979 · 1980 · 
1981 · 
1982 · 
1983 · 
1984 · 
1985 · 
1986 · 
1987 · 
1988 · 
1989 · 
1990 · 
1991 · 
1992 · 
1993 · 
1994 · 1995 · 
1996 · 
1997 · 
1998 · 
1999 · 
2000 · 
2001 · 
2002 · 
2003 · 
2004 · 
2005 · 
2006 · 
2007 · 
2008 · 
2009 · 
2010 · 
2011 · 
2012 · 
2013 · 
2014 ·
2015 ·
2016 ·
2017 ·
2018 ·
2019 ·
2020 ·
2021 ·
2022 ·
2023
Afghanistan ·
Albanië ·
Algerije ·
Armenië ·
Australië ·
Azerbeidzjan ·
Bahrein ·
Bangladesh ·
Bosnië en Herzegovina ·
Bulgarije ·
Cambodja ·
China ·
Colombia ·
Cyprus ·
Ecuador ·
Egypte ·
Estland ·
Filipijnen ·
Finland ·
Georgië ·
Haïti ·
Hongarije ·
Hongkong ·
India ·
Indonesië ·
Irak ·
Iran ·
Ivoorkust ·
Jamaica ·
Japan ·
Jemen ·
Kazachstan ·
Kenia ·
Kirgizië ·
Koeweit ·
Kosovo ·
Kroatië ·
Laos ·
Libanon ·
Libië ·
Litouwen ·
Maleisië ·
Malta ·
Marokko ·
Mauritanië ·
Moldavië ·
Nepal ·
Nieuw-Zeeland ·
Nigeria ·
Noord-Korea ·
Noorwegen ·
Oezbekistan ·
Oman ·
Pakistan ·
Palestina ·
Paraguay ·
Qatar ·
Saoedi-Arabië ·
Servië ·
Sierra Leone ·
Singapore ·
Slowakije ·
Soedan ·
Spanje ·
Sri Lanka ·
Syrië ·
Tadzjikistan ·
Taiwan ·
Thailand ·
Trinidad en Tobago ·
Tsjaad ·
Tunesië ·
Turkmenistan ·
Uruguay ·
Verenigde Arabische Emiraten ·
Vietnam ·
Wit-Rusland · 
Zambia ·
Zimbabwe ·
Zuid-Jemen ·
Zuid-Korea ·
Zuid-Soedan ·
Zweden
TFF · A-internationals · Tadzjieks vrouwenelftal
1994 – 1999 ·
2000 – 2009 ·
2010 – 2019 ·
2020 − 2029
Afghanistan ·
Australië ·
Azerbeidzjan ·
Bahrein ·
Bangladesh ·
Bhutan ·
Brunei ·
Cambodja ·
China ·
Estland ·
Filipijnen ·
Guam ·
Hongkong ·
India ·
Irak ·
Iran ·
Japan ·
Jemen ·
Jordanië ·
Kazachstan ·
Kirgizië ·
Koeweit ·
Libanon ·
Macau ·
Malediven ·
Maleisië ·
Mongolië ·
Myanmar ·
Nepal ·
Noord-Korea ·
Oeganda ·
Oezbekistan ·
Oman ·
Pakistan ·
Palestina ·
Qatar ·
Rusland ·
Saoedi-Arabië ·
Singapore ·
Sri Lanka ·
Syrië ·
Thailand ·
Trinidad en Tobago ·
Turkmenistan ·
Verenigde Arabische Emiraten ·
Vietnam ·
Wit-Rusland ·
Zuid-Korea